# Hypnotic Hick
Hypnotick Hick est un film américain de court métrage réalisé par Don Patterson, sorti en 1953.
Produit par Walter Lantz Productions et distribué par Universal International, ce film mettant en scène Woody Woodpecker (Ducker Duck) et Buzz Buzzard a été le premier projet d'animation de Universal Pictures sorti en 3D.

## Synopsis
Ducker Duck doit apporter une convocation du tribunal à Buzz Buzzard mais celui-ci a plus d'un tour dans son sac.

## Voix françaises
- Roger Carel : Ducker Duck
- Henry Djanik : Charlie